# Bainbridge Colby
Bainbridge Colby (født 22. december 1869, død 11. april 1950) var en amerikansk advokat og politiker der var sit lands 43. udenrigsminister. Han besad posten under Woodrow Wilsons præsidentperiode, fra 23. marts 1920 til 4. marts 1921. Inden da var han i 1912 medstifter af det kortlivede Progressive parti.